# براك فرنسي

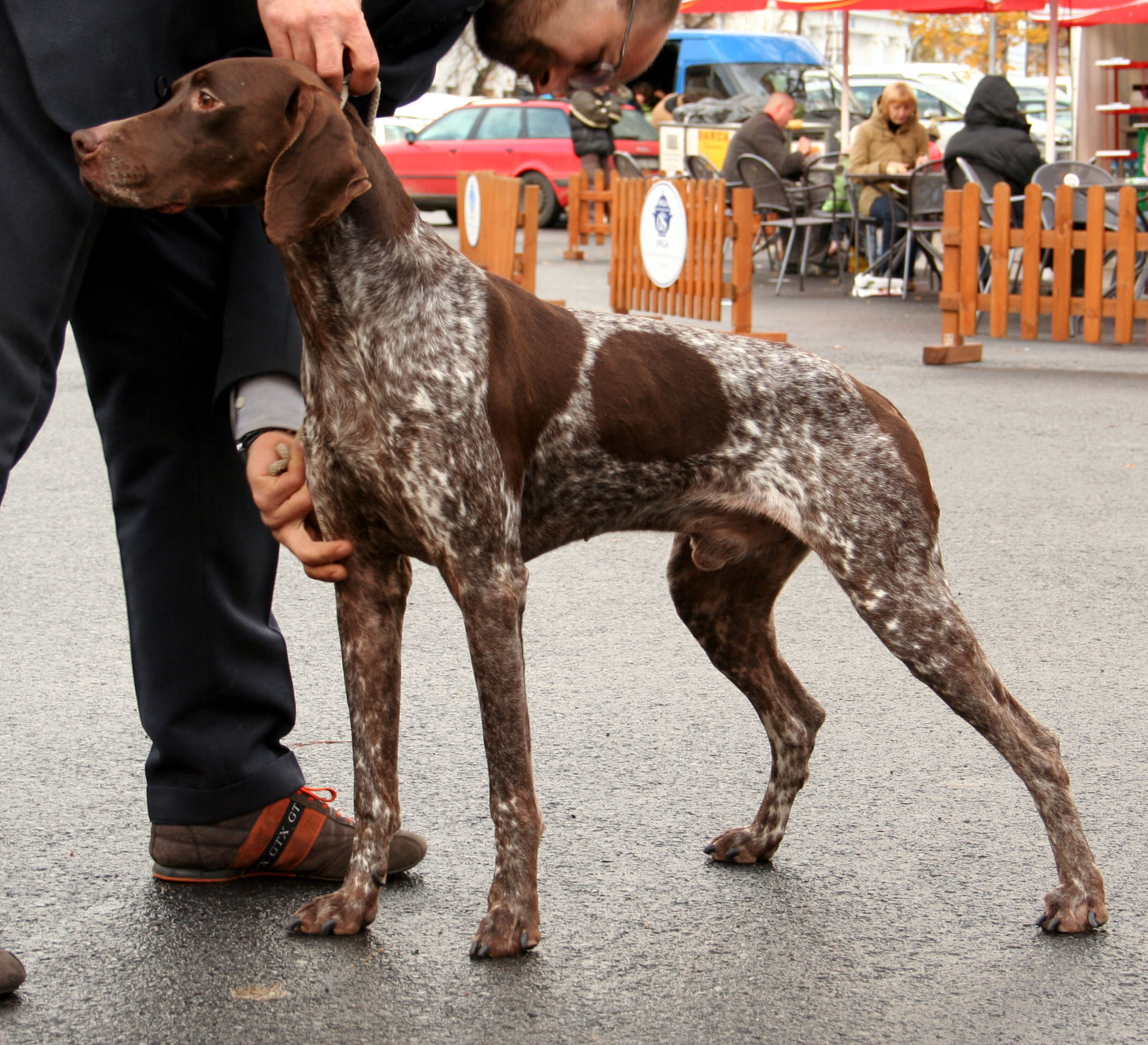
براك فرنسي

براك فرنسي. (بالفرنسية: Braque Francais)‏. هو كلب صيد ذكي ولطيف مدربو براك فرنسي يمدحون كثيرا هذا الكلب الرياضي والمنهجي. معروف جيدا لدى الصيادين الفرنسيين لصفاته العظيمة.
كرفيق صيد، وهو كلب رفيق جيد جدا.

## تاريخ براك الفرنسي
ي القرن الرابع عشر، يصف غاستون فويبوس سلالة من الكلاب النقطية التي هي الجد المباشر للبراكي الفرنسي الحالي. من ذلك الأصل تم اختياره في جنوب غرب فرنسا لصفاته في الصيد.